# Santiago Segura
Santiago Segura Silva (Madrid, 17 luglio 1965) è un attore, regista e sceneggiatore spagnolo.
Conosciuto soprattutto per la serie cinematografica Torrente, campione di incassi in Spagna, ha anche lavorato come conduttore televisivo e sceneggiatore di fumetti.

## Filmografia parziale

### Attore

#### Cinema
- Il giorno della bestia (El día de la bestia), regia di Álex de la Iglesia (1995)
- Killer Barbys, regia di Jesús Franco (1996)
- La niña dei tuoi sogni (La niña de tus ojos), regia di Fernando Trueba (1998)
- Torrente 2: Misión en Marbella, regia di Santiago Segura (2001)
- Blade II, regia di Guillermo del Toro (2002)
- La notte dei morti dementi (Una de Zombis), regia di Miguel Ángel Lamata (2003)
- Beyond Re-Animator, regia di Brian Yuzna (2003)
- Agente Cody Banks 2 - Destinazione Londra (Agent Cody Banks 2: Destination London), regia di Kevin Allen (2004)
- Torrente 3: El protector, regia di Santiago Segura (2005)
- Manolete, regia di Menno Meyjes (2007)
- Ballata dell'odio e dell'amore (Balada triste de trompeta), regia di Álex de la Iglesia (2010)
- Il commissario Torrente - Il braccio idiota della legge (Torrente 4: Lethal Crisis), regia di Santiago Segura (2011)
- La fortuna della vita (La chispa de la vida), regia di Álex de la Iglesia (2011)
- Chef (Comme un chef), regia di Daniel Cohen (2012)
- Le streghe son tornate (Las brujas de Zugarramurdi), regia di Álex de la Iglesia (2013)
- Mi gran noche, regia di Álex de la Iglesia (2015)
- The Queen of Spain (La reina de España), regia di Fernando Trueba (2016)
- Sin rodeos, regia di Santiago Segura (2018)

#### Televisione
- Tradita - Betrayed (His Double Life), regia di Peter Sullivan – film TV (2016)
- MacGyver - serie TV, episodio 3x05 (2018)

### Regista

#### Cinema
- Sin rodeos (2018)
- Padre no hay más que uno 2: La llegada de la suegra (2020)

## Doppiatori italiani
Nelle versioni in italiano delle opere in cui ha recitato, Santiago Segura è stato doppiato da:
- Carlo Reali ne La niña dei tuoi sogni
- Antonio Palumbo in Manolete
- Pasquale Anselmo in Ballata dell'odio e dell'amore
- Massimo Lodolo ne Il commissario Torrente - Il braccio idiota della legge
- Saverio Moriones in Chef
- Luciano Roffi ne Le streghe son tornate
- Fabrizio Apolloni in The Queen of Spain
- Alessio Celsa in Walker: Independence